# Oops! Jealous
Oops! Jealous是臺灣歌手蔡依林和姊姊蔡旻紋於2007年創立的指甲油品牌。

## 歷史
2006年12月，蔡依林的美甲師胡蕙蘭於臺灣誠品生活信義店成立美甲沙龍Oops! J，蔡依林擔任創意總監及代言人。蔡依林曾計劃投資該沙龍，但因經紀公司不希望她分散精力於副業而放棄。
2007年9月，蔡依林和姊姊蔡旻紋共同創立指甲油品牌Oops! Jealous，並在網購平台PayEasy銷售，蔡依林主要負責指甲油顏色及款式的研發。2010年8月，Oops! Jealous與和PayEasy擴大合作，在臺北京站時尚廣場的美妝販賣機「Easy時尚機」銷售產品。2011年10月，Oops! Jealous進駐連鎖個人護理零售商屈臣氏。

## 爭議
2009年9月，蔡旻紋和友人在美國加州核桃市創立美甲沙龍Oops! J&I。2014年8月，蔡旻紋將Oops! J&I出售給其他美國投資者。2016年5月，因合約糾紛，美國投資者對蔡旻紋及蔡依林提起訴訟。蔡依林經紀公司聲明指出蔡依林未參與該美甲沙龍的任何商業活動，蔡旻紋亦聲明蔡依林和該沙龍無任何投資關係。